# Tükör (hetilap, 1913–1925)
Tükör Marosvásárhelyen 1913-ban indult párton kívüli politikai hetilap. 1919 után Morvay Zoltán szerkesztette, kiadótulajdonosa Révész Béla könyvkereskedő. 1925-ig jelent meg. A Zord Idő megszűnése után egyfajta szálláscsinálója a kibontakozó irodalmi életnek, a könyvkiadásnak, a színháznak és általában a közművelődési életnek. Állandó munkatársa volt Molter Károly, akinek itt megjelent írásaiból állította össze az író Buborékharc című kötetét (Bukarest, 1980).